# Chapelle Sainte-Barbe de Kérity
Pour les articles homonymes, voir Chapelle Sainte-Barbe.
La chapelle Sainte-Barbe est située sur la commune de Paimpol en France.

## Localisation
La chapelle est située dans le quartier de Kérity sur la commune de Paimpol dans le département des Côtes-d'Armor, dans la région Bretagne.

## Description
La chapelle est entourée d’une enceinte en pierre où se trouvait auparavant le cimetière. À l'extérieur de celle-ci se trouvent la croix de Kérity (Inscrite aux monuments historiques par arrêté du 31 mars 1926) et une cave dans laquelle étaient entreposés les dons en nature des fidèles. Cette dernière est ensuite transformée en oratoire abritant une statue de Sainte-Barbe.L’entrée de la chapelle est surmontée d’une niche abritant également une statue de Sainte-Barbe,.

## Historique

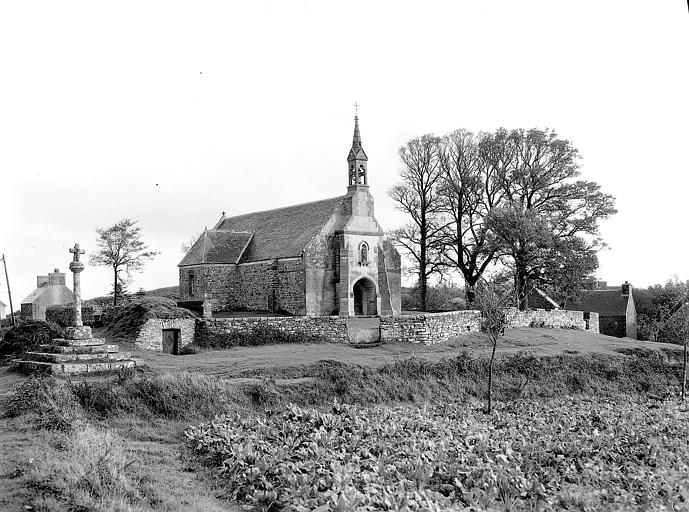
Georges-Louis Arlaud : la chapelle Sainte-Barbe de Kérity.

La chapelle est construite au XVIIe siècle, la chapelle est vendue en 1794, comme bien d’église. En 1829, la chapelle est rendue à la paroisse de Kérity, les propriétaires en ayant fait don au Conseil de Fabrique. En 1908, le recteur de Kérity fait faire d’importants travaux pour embellir la chapelle : un porche et un clocher sont rajoutés et une nouvelle cloche est mise en place.
C'est dans cette chapelle, la seule de la paroisse, que tous les ans, les pêcheurs d'Islande et de Terre-Neuve venaient en pèlerinage demander à Sainte Barbe de les protéger de la foudre et de tous les dangers. Outre le petit pardon célébré le 4 décembre, le grand pardon est célébré le jour de l'Ascension. Ce jour-là, de nombreux pèlerins viennent visiter la chapelle. Ils apportaient autrefois leur offrande de blé ou d'argent. À côté de la chapelle se trouve un petit oratoire enterré et surmonté d'une croix monumentale. C'est dans ce petit édifice que l'on entreposait jadis le blé offert le jour de pardon,.

## Galerie

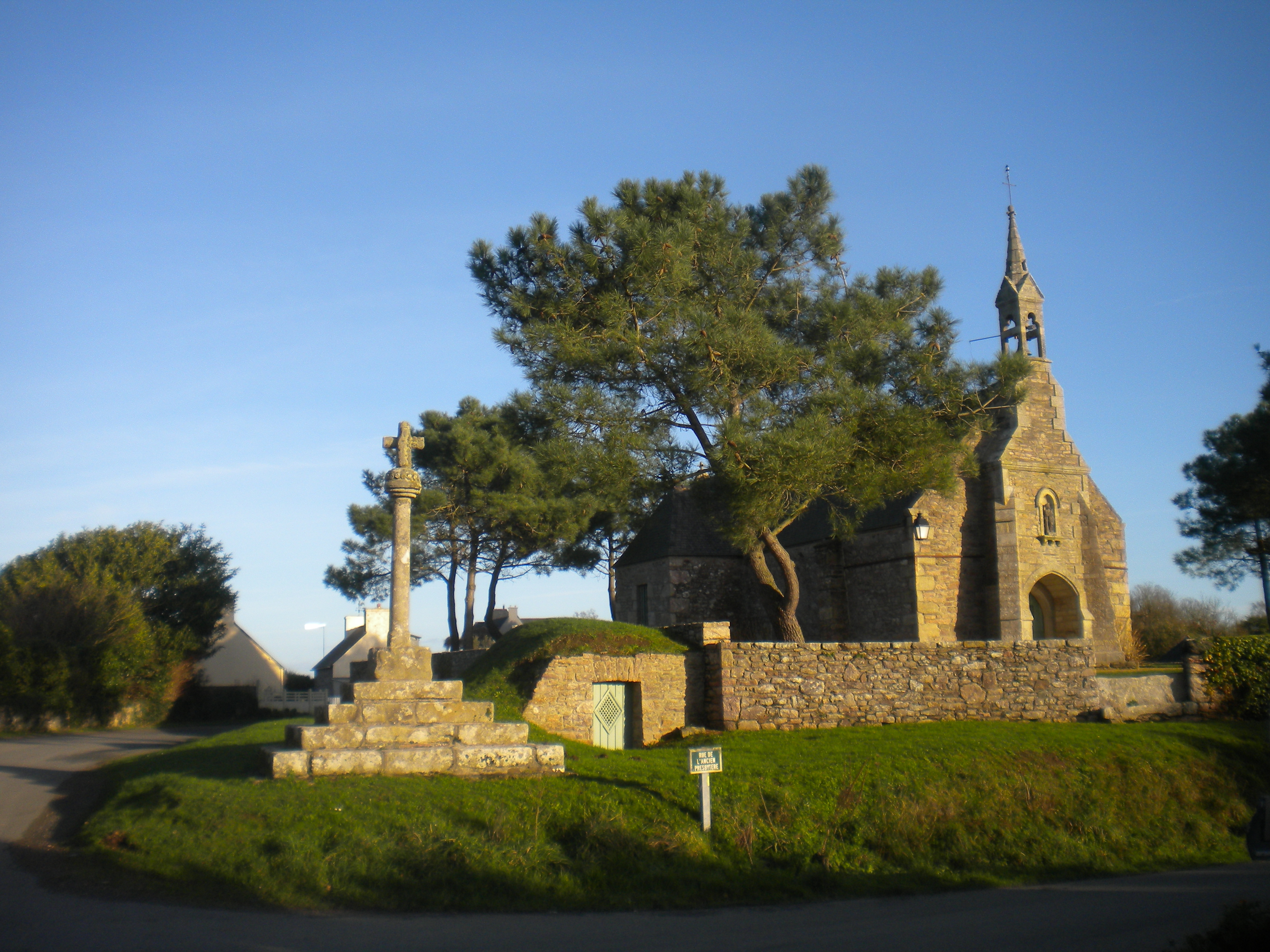
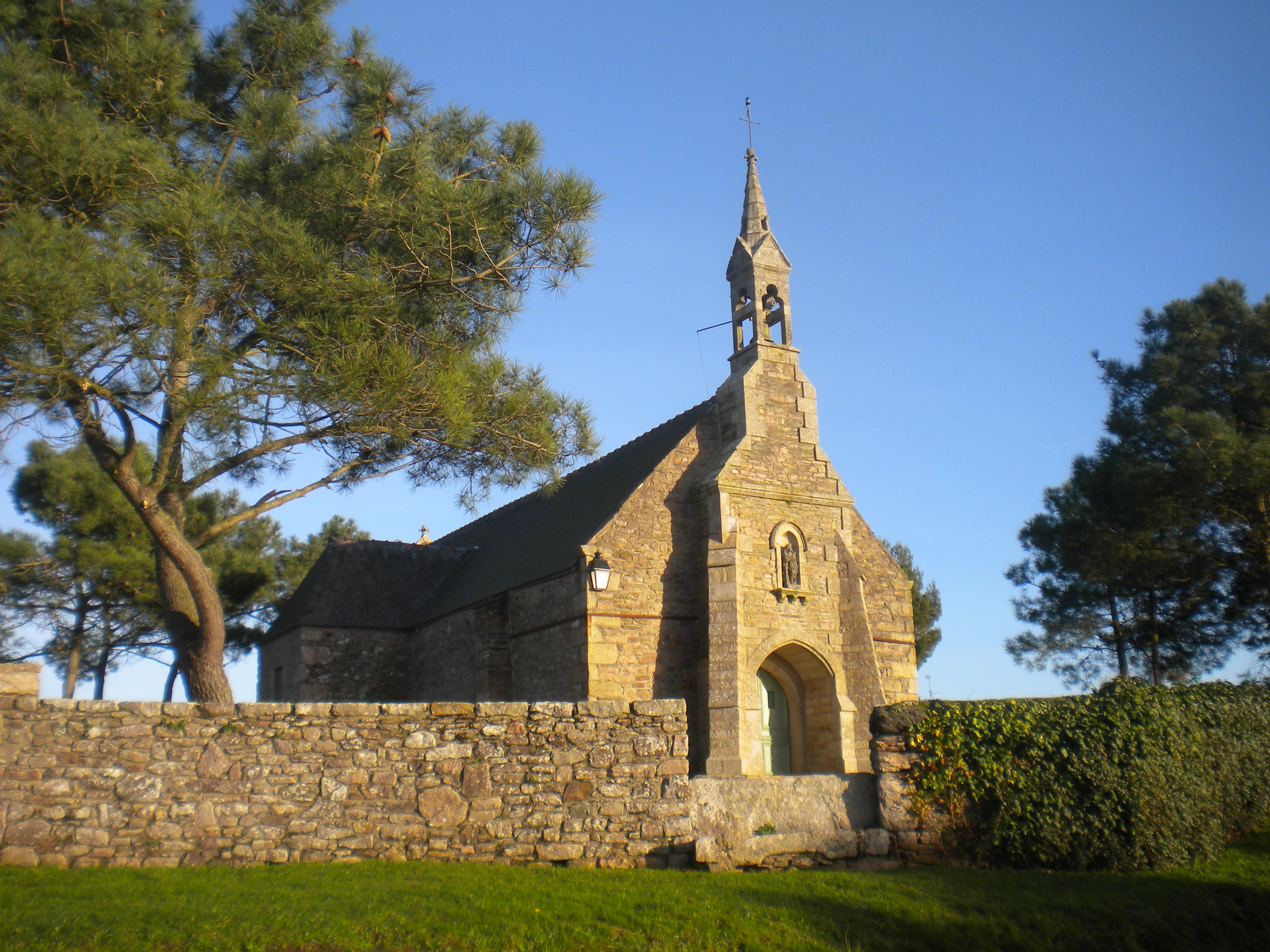
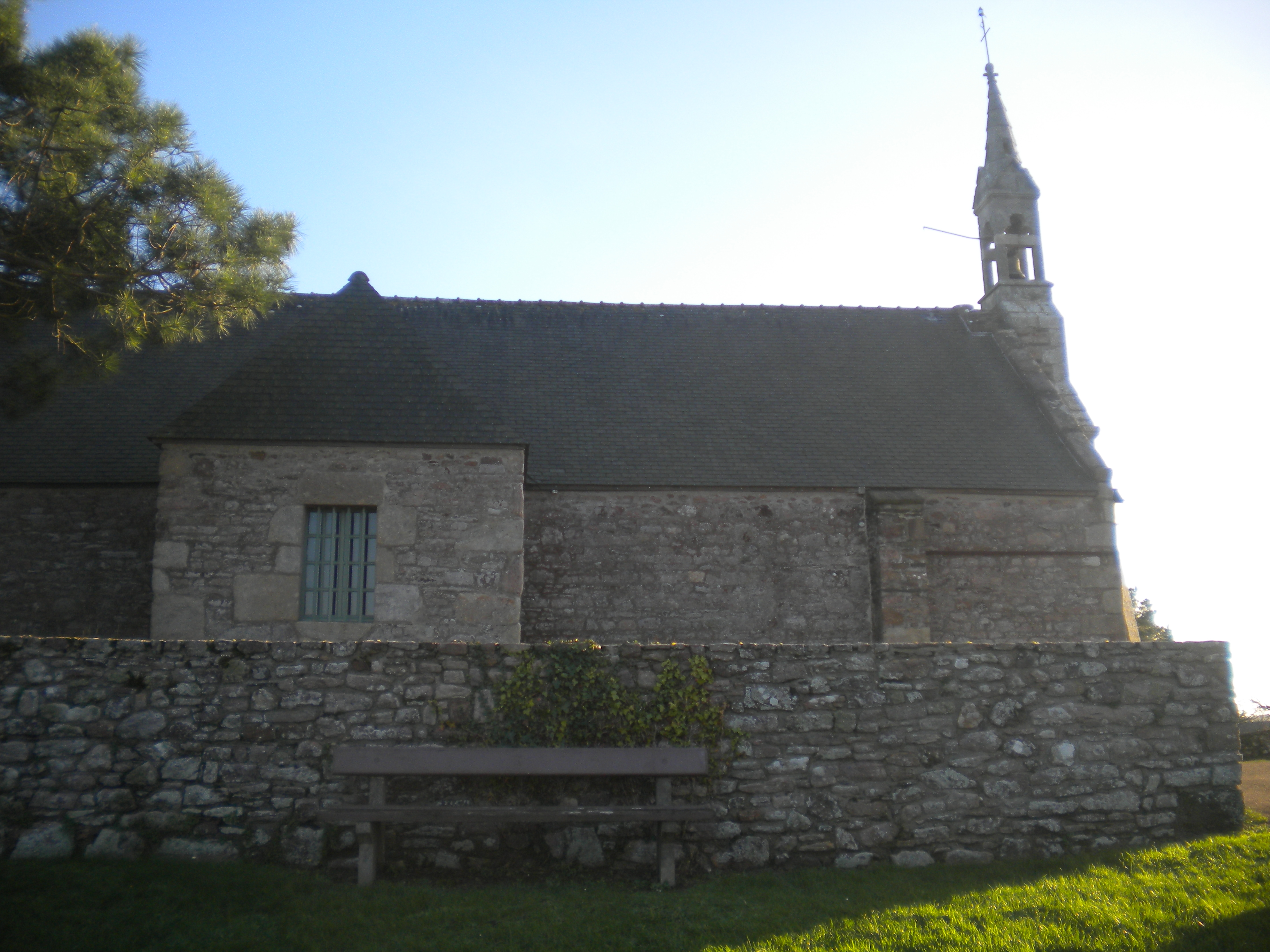
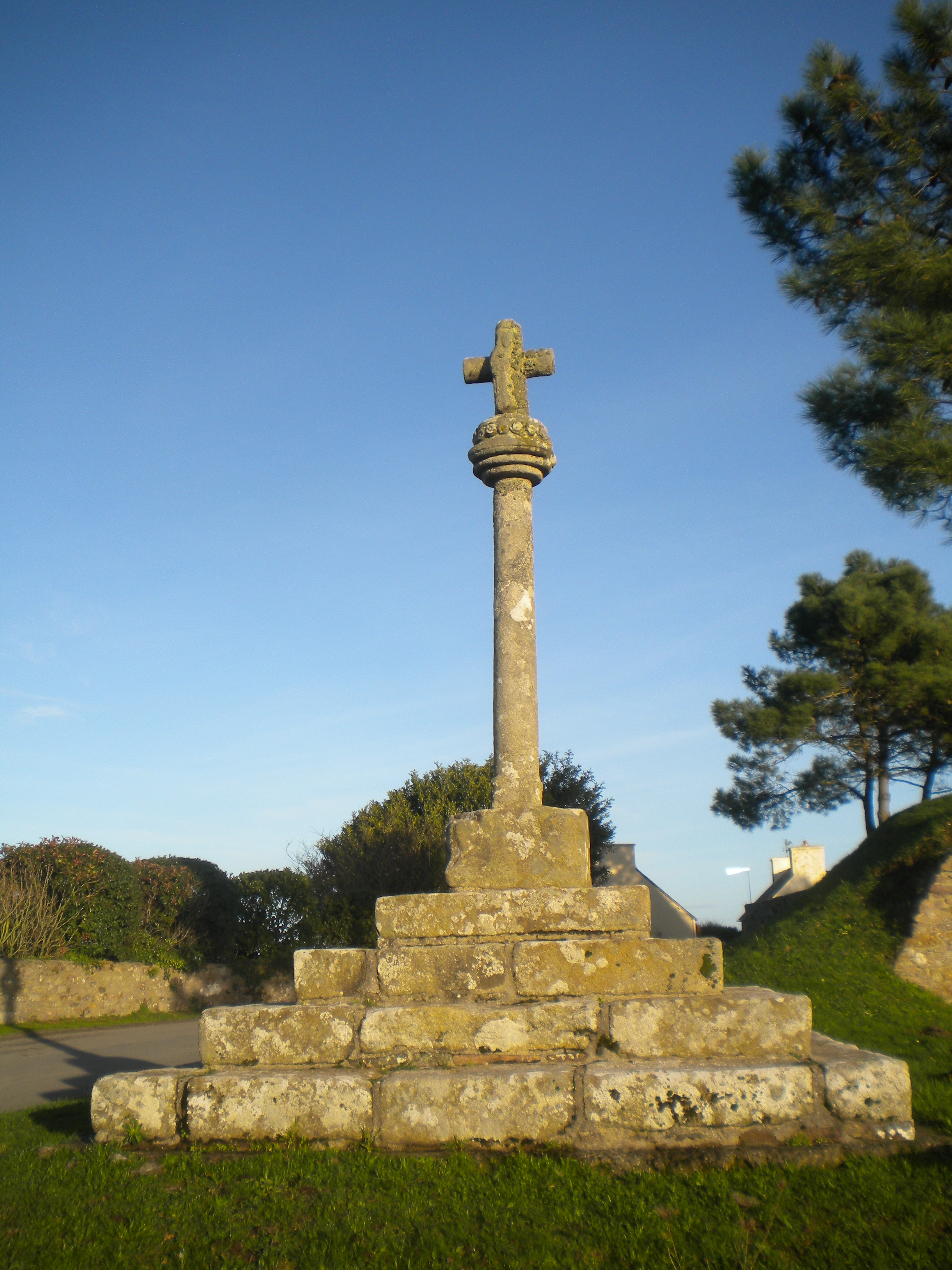
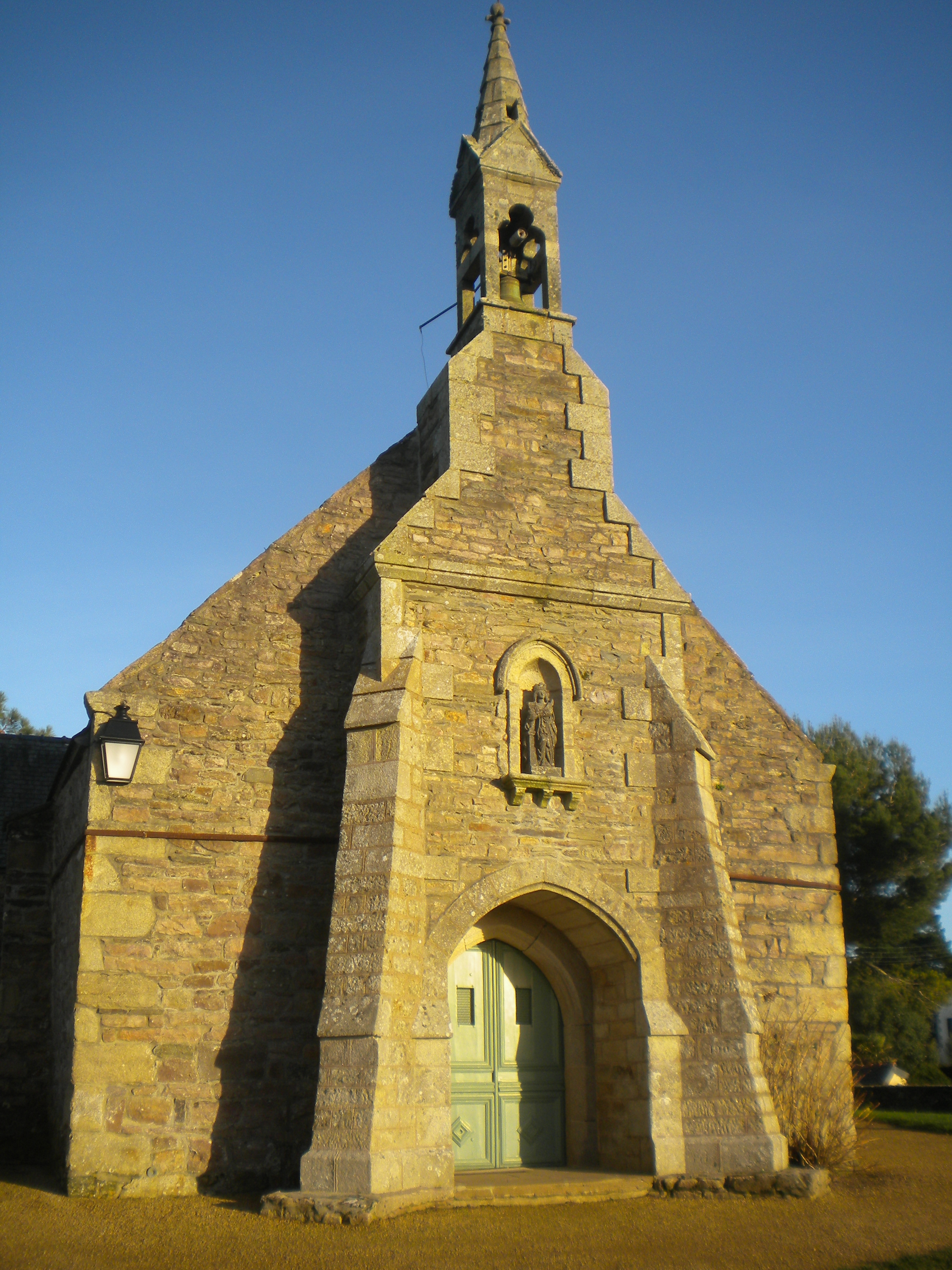
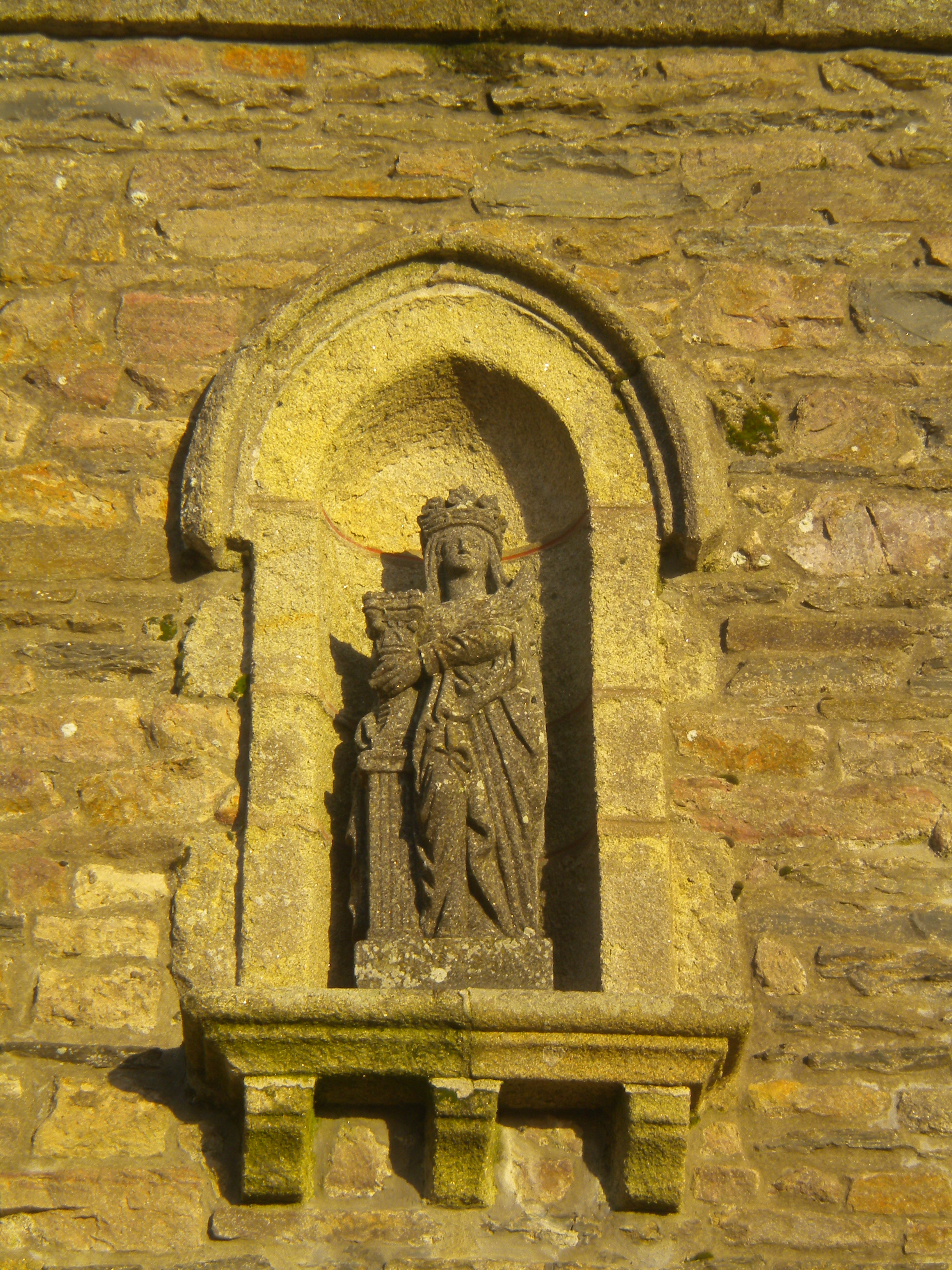